# Операция «Конрад»
Операция «Конрад I» — военная операция германских войск, проведённая 1—6 января 1945 года в ходе Будапештской операции с целью снятия осады со столицы Венгрии советскими войсками.

## Силы и планы сторон

### Германия
После того как Адольф Гитлер отдал приказ немецким войскам деблокировать Будапешт, ОКХ разработало два плана наступления: южное и северное решение. Южный вариант предусматривал наступление из района между озером Балатон и Секешфехерваром. Это наступление проходило бы по благоприятной для танков местности и в случае успеха могло отрезать все находившиеся западнее венгерской столицы советские войска. Однако этот план имел и существенные недостатки: удар должен был наносится по уже существующему оборонительному фронту советских войск, а фланги наступающих войск оказывались открытыми для ударов, что требовало бы значительных дополнительных сил. Северный вариант имел более хорошие шансы на внезапность удара, так как должен был проходить из района юго-восточней Комарома в направлении на юго-восток, где проходили только манёвренные бои. К тому же находящийся на северном берегу Дуная 57-й танковый корпус прикрывал северный фланг развиваемого вдоль реки наступления. Таким образом, наступление могло было быть осуществлено менее значительными силами, и его возможно было начать на несколько дней раньше. Недостатком данного плана было то, что местность вдоль северного склона Средневенгерских гор была куда менее пригодна для действия танков. Однако можно было надеяться на использование трассы, проходящей по южному берегу Дуная. Оттуда представлялась возможность продвинуться до Эстергома и обойти советские силы в горах.
Немецкое командование приняло решение в пользу северного варианта. Немецкие войска располагали следующими силами:
- части 6-й армии (командующий Герман Бальк) в составе Группы армий «Юг» (командующий Генерал инфантерии Отто Вёлер)
  - 4-й танковый корпус СС (командующий обергруппенфюрер СС Герберт Отто Гилле)
    - 3-я танковая дивизия СС «Мёртвая голова» (командующий бригадефюрер СС Хельмут Беккер)
    - 5-я танковая дивизия СС «Викинг» (командующий штандартенфюрер СС Карл Ульрих)
    - 96-я пехотная дивизия (командующий генерал-майор Герман Харрендорф)

  - части 3-го танкового корпуса (командующий генерал танковых войск Герман Брайт)
    - 1-я танковая дивизия (командующий полковник Эберхард Тунерт)

### СССР
- части 3-го Украинского фронта (командующий Маршал Советского Союза Фёдор Иванович Толбухин)
  - 4-я гвардейская армия (командующий генерал армии Георгий Фёдорович Захаров)
    - 20-й гвардейский стрелковый корпус (командующий гвардии генерал-майор Николай Иванович Бирюков)
      - 5-я гвардейская воздушно-десантная дивизия (командующий гвардии генерал-майор Павел Иванович Афонин)
      - 7-я гвардейская воздушно-десантная дивизия (командующий гвардии полковник Дмитрий Аристархович Дрычкин)
      - 40-я гвардейская стрелковая дивизия (командующий гвардии полковник Лев Шнеерович Брансбург)

    - 21-й гвардейский стрелковый корпус (командующий гвардии генерал-лейтенант Пётр Иванович Фоменко)
      - 62-я гвардейская стрелковая дивизия (командующий гвардии полковник Иван Никонович Мошляк)
      - 69-я гвардейская стрелковая дивизия (командующий гвардии генерал-майор Кирилл Кочоевич Джахуа)

    - 31-й гвардейский стрелковый корпус (командующий гвардии генерал-майор Сергей Антонович Бобрук)
      - 4-я гвардейская стрелковая дивизия (командующий гвардии полковник Кузьма Дмитриевич Парфёнов)
      - 34-я гвардейская стрелковая дивизия (командующий гвардии полковник Герасим Степанович Кукс)
      - 80-я гвардейская стрелковая дивизия (командующий гвардии полковник Василий Иванович Чижов)

    - 68-й стрелковый корпус (командующий генерал-майор Николай Николаевич Шкодунович)
      - 52-я стрелковая дивизия (командующий генерал-майор Леонид Михайлович Миляев)
      - 93-я стрелковая дивизия (командующий полковник Степан Васильевич Салычев)
      - 223-я стрелковая дивизия (командующий полковник Ахнав Гайнудтинович Сагитов)

    - 135-й стрелковый корпус(командующий генерал-майор Пётр Виссарионович Гнедин)
      - 41-я гвардейская стрелковая дивизия (командующий гвардии генерал-майор Константин Николаевич Цветков)
      - 84-я стрелковая дивизия (командующий генерал-майор Павел Иванович Буняшин)
      - 252-я стрелковая дивизия (командующий генерал-майор Иван Александрович Горбачев)

    - Артиллерийские соединения армейского подчинения
      - 123-я армейская пушечная артиллерийская бригада
      - 438-й истребительно-противотанковый артиллерийский полк
      - 466-й миномётный полк
      - 257-й гвардейский зенитный артиллерийский полк

    - Инженерные соединения армейского подчинения
      - 56-я инженерно-сапёрная бригада

  - резерв фронта
    - 5-й гвардейский кавалерийский казачий корпус (командующий гвардии генерал-майор Алексей Иванович Дуткин)
    - 18-й танковый корпус (командующий генерал-лейтенант танковых войск Пётр Дмитриевич Говоруненко)

  - 17-я воздушная армия (командующий Генерал-лейтенант авиации Владимир Александрович Судец) оказывала авиационную поддержку

## Ход боевых действий
Перед началом основного удара германским командованием был проведён отвлекающий манёвр. Во второй половине 31 декабря 1944 года 1-я танковая немецкая дивизия и пехотные полки, поддержанные танками, атаковали советский 31-й гвардейский стрелковый корпус в районе посёлка Ёши вдоль северного берега озера Балатон. Ночью при поддержке артиллерии атаки были продолжены. Наступление не имело успеха, так как танки оказались беспомощными против явно превосходящих сил советской пехоты, но этот отвлекающий манёвр возымел действие. Советское командование решило, что наступление, предпринятое на левом (южном) фланге 4-й гвардейской армии, имеет цель взять в клещи Секешфехервар, поэтому операция 4-го танкового корпуса СС на следующий день стала для советских войск неожиданностью.
Вечером 1 января 1945 года основные силы 4-го танкового корпуса СС двинулись из района Насали — Тата — Фёльшегалла для нанесения главного удара и при свете первой луны успешно преодолели первые километры в полосе обороны потрёпанного 31-го гвардейского стрелкового корпуса. Поскольку наступление началось без какой-либо артиллерийской подготовки, был достигнут эффект внезапности. 96-я пехотная дивизия, наступая на северном берегу Дуная и используя инженерные и сапёрные подразделения, смогла создать два плацдарма на южной стороне реки к югу от Моца и у Ньергешуйфалу. 5-я танковая дивизия СС на правом фланге и 3-я танковая дивизия СС на левом наступали через Тату в направлении на Тарьян и Бичке. Части 3-й танковой дивизии «Мёртвая голова» проникли в район восточнее Несмея, где вели ожесточенные бои с танками и пехотой советских войск, блокирующими южный берег Дуная. 5-я танковая дивизия «Викинг» взяла Бай, Сомод и Агостиан, где были освобождены из советского плена около тысячи немецких и венгерских солдат.
В этот же вечер, находившаяся на правом фланге дивизионная группа Папе 3-го танкового корпуса начала свое наступление на Фельшёгаллу и быстро достигла окраин Банхида. Левый фланг группы в 500 метрах от Альшёгаллы натолкнулся на мощные противотанковые заграждения и обширные минные поля.
Командование наступающего танкового корпуса СС могло быть довольно результатами первого дня наступления. В кратчайшие сроки немецкие части осуществили прорыв, который стал представлять серьёзную опасность для советских войск. 2 января в штабе 3-го Украинского фронта начали осознавать всю серьёзность складывающейся ситуации, однако резервы обороняющегося корпуса были целиком брошены в бой и не могли воспрепятствовать развитию наступления противника. Фельшёгалла, Тарьян и Байна были взяты немцами, 96-я пехотная дивизия наносила удар в направлении поселка Токод-Грон, две танковые дивизии СС продвигались дальше на юго-восток к важному транспортному узлу Бичке.
С рассветом 2 января части 5-й танковой дивизии СС «Викинг» продолжили развивать наступление в сторону Тарьяна. Части дивизии продвинулись в глубь советских позиций, достигнув северной части Вертешских гор, где они соприкасались с Гереческими горами, однако глубокий прорыв осуществить не удалось. Гористая местность и леса не способствовали немецкому наступлению: танки могли двигаться только по дорогам с твёрдым покрытием, что подставляло танковые части СС под постоянный огонь советских заслонов с противотанковыми орудиями и контрудары во фланги и тыл. Офицер штаба дивизии «Викинг» штурмбаннфюрер Ваффен-СС Браун отметил в своём дневнике, что положение дивизии «очень быстро становится сомнительным». Тем временем, боевая группа Папе провела перегруппировку и начала наступление в сторону Тарьяна, выполняя функции прикрытия для 5-й дивизии СС.
Много неприятностей наступающим танковым частям причиняли советские бомбардировщики 17-й воздушной армии. Только на второй день операции «Конрад» в дело вступили Люфтваффе. Но сил 360 истребителей и штурмовиков было явно не достаточно для того, чтобы обеспечить немцам господство в воздухе.
Из района Несмей 3-я танковая дивизия «Мёртвая голова» наступала вдоль Дуная в восточном направлении. После ожесточённого боя с советской пехотой, которая поддерживалась шестнадцатью танками, эсэсовцы смогли пробить себе путь, деблокировать побережье Дуная в районе Ньергешуйфалу и установить связь с плацдармами 96-й пехотной дивизии. Отразив советские контратаки с юга и юго-востока, дивизия «Мёртвая голова» при поддержке отдельных отрядов продолжила наступление от Ньергешуйфалу в южном направлении по дороге, ведущей к Токоду.
В результате наступательной операции, к вечеру 2 января, немецкими силами были достигнуты позиции, проходящие по линии Альшёгалла — Тольна — Байот, в 4 километрах восточнее Ньергешуйфалу.
Для продолжения наступления немецкое командование отдало следующие приказы:
1. Наступающие части дивизионной группа Папе должны были закрепиться на занятых территориях. Остальным приказывалось пройти сквозь Тату, занятую Дивизией «Викинг» в Тарьян, чтобы открыть проход сквозь леса и гористую местность для развития наступления в западном направлении от Альшёгаллы к Татабаньи.
2. 5-я танковая дивизия СС «Викинг» должна была обойти с двух сторон Тарьян и ночью выдвинуться в направлении Бичке.
3. 3-я танковая дивизия СС «Мёртвая голова» получила приказ развивать наступление, чтобы в итоге получить контроль над перекрестком дорог близ Токода.
4. Находящиеся в распоряжении дивизионной группы Папе части 711-й пехотной дивизии должны были прочесать территорию между Тольной и Дунаем (около 30 километров), обратив особое внимание на зачистку окрестностей Дунасентмиклоша.
Командующий группой армий «Юг» Генерал пехоты Вёлер приказал передовым наступающим частям «расширить фронт наступления, дабы продолжить продвижение вперёд». Однако танковые части не имели достаточно сил для «расширения» фронта и были жёстко привязаны к немногочисленным дорогам, идущим сквозь горы. Занятая в результате двух дней наступления территория и так уже была значительным успехом. Чтобы атаковать на открытом пространстве или брать штурмом хорошо укреплённые населённые пункты, требовалось достаточное количество пехоты, которой не было у наступающих частей. Но все-таки даже поздно вечером 4-й танковый корпус СС пытался продолжать наступление. К полуночи стало известно, что Дивизия «Викинг» прорвалась сквозь Тольну и вела бой у очередных противотанковых заграждений близ Тарьяна, Дивизия «Мёртвая голова» заняла почти все окрестности Байота и постепенно приближалась к Байне. 96-я пехотная дивизия, следующая за танковыми частями вела бой за Токод, а её полковая группа, снабжённая артиллерией, вошла в Коморн, переправилась через Дунай и следовала вперёд по его берегу.
Вечером 2 января 1945 года из штаба Верховного командования сухопутных войск пришёл приказ командованию группы армий «Юг». Он сводился к трём установкам:
1. После успешного деблокирования Будапешта необходимо было создать мощный оборонительный рубеж между озером Балатон и Дунаем. При этом предусматривалась перегруппировка частей 4-го танкового корпуса СС.
2. «Только в крайнем случае» Верховное командование разрешало начать подготовку к новой наступательной операции. Это предусматривалось на тот случай, если деблокирование венгерской столицы осуществить не удастся в ходе осуществляемого наступления.
3. В ходе операции «Конрад» необходимо было уничтожить советский плацдарм в районе Грана.
Продвижение германских войск резко замедлилось. Советские войска делали все возможное, чтобы удержать свои позиции до прихода резервов. Тем временем командующий армией Георгий Захаров, который до сих не отбросил возможность второго наступления германских войск из района Ёши, с опозданием, но издал свой приказ о перегруппировке сил для отражения наступления противника в полосе обороны 31-го гвардейского корпуса.
Бичке оборонял только слабый советский гарнизон, и в случае его уничтожения наступающие на Будапешт немецкие войска было уже не остановить. Против 5-й танковой дивизии СС была направлена одна стрелковая дивизия с центрального участка фронта 4-й гвардейской армии. Штурмовавшая Будапешт 46-я советская армия временно прекратила атаки, передав одну из своих дивизий 4-й гвардейской. Около 900 самолётов 17-й воздушной армии были брошены против ведущих наступление войск противника. Два корпуса из резерва фронта двинулись маршем для прикрытия Бичке.
Предпринятые советским командованием меры вскоре дали свои результаты. 4 января наступление 5-й танковой дивизии замедлилось, и она смогла продвинуться лишь на 5 километров. В последующие дни 3-я танковая дивизия СС прорвалась через Жамбек и даже подошла к линии железной дороги, проходящей через Бичке, перейдя её в нескольких местах. Передовые части наступающих сил стояли в 21 километре от Будапешта. Однако надежды немцев на деблокаду венгерской столицы оказались иллюзиями. Советское командование создало мощный оборонительный фронт на линии Бичке — Мань — Тинье — Кёртелеш, который постоянно усиливался. 6 января наступление немецких войск практически полностью остановилось.
Небольшие успехи обозначились только на левом фланге наступающего корпуса, где 711-я пехотная дивизия вышла к городу Эстергом на Дунае и тем самым обеспечила безопасность левого фланга 96-й пехотной дивизии при дальнейших боях.
6—8 января проходило ожесточённое сражение за город Бичке, однако овладеть городом эсэсовцы не смогли.

## Результаты
После неуспеха «Конрада I» 7 января IV танковый корпус СС снова атаковал, но на этот раз из Эстергома (Операция «Конрад II»), но его остановили недалеко от аэропорта Будапешта. Третья попытка (Операция «Конрад III»), предназначенная для окружения 10 советских дивизий, предпринятая 17 января IV танковым корпусом СС и III танковым корпусом генерала Германа Брайта из точек к югу от Будапешта, также потерпела неудачу на следующий день.